# 云南沙鳅
云南沙鳅（学名：Botia yunnanensis）为鳅科沙鳅属的鱼类。在中国，分布于澜沧江水系等。该物种的模式产地在景洪。

## 扩展阅读
維基物種上的相關：云南沙鳅